# Vaga de guionistes dels Estats Units de 2007-2008
La vaga de guionistes dels Estats Units de 2007-2008 és la que va tenir lloc per part del Sindicat de Guionistes dels Estats Units (Writers Guild of America o WGA, per les seves sigles en anglès), Est i Oest, que representen als guionistes de cinema, de televisió i de ràdio que treballen en aquell país. La vaga va ser seguida per uns 12.000 escriptors, i va durar del 5 de novembre de 2007 al 12 de febrer de 2008.
La vaga pretenia augmentar la compensació monetària per als guionistes en comparació als grans estudis. Es va dirigir a l'Aliança de Productors de Cinema i Televisió (Alliance of Motion Picture and Television Producers o AMPTP), organització industrial que representa els interessos de 397 productores estatunidenques de cinema i televisió, que inclouen: CBS (encapçalada per Leslie Moonves), Metro-Goldwyn-Mayer (Harry E. Sloan), NBCUniversal (Jeffrey Zucker), The Weinstein Company (Harvey i Bob Weinstein), Lionsgate (Jon Feltheimer), News Corporation/Fox (Peter Chernin), Paramount Pictures (Brad Grey), Anchor Bay/Liberty Media/Starz (Chris McGurk), Sony Pictures (Michael Lynton), The Walt Disney Company (Robert Iger), i Warner Bros. (Barry Meyer).
Els negociadors dels guionistes en vaga van arribar a un acord provisional el 8 de febrer de 2008, i les juntes directives d'ambdós sindicats van aprovar unànimament l'acord el 10 de febrer de 2008. Els guionistes que seguien la protesta van votar el 12 de febrer de 2008 si aixecaven la protesta, aprovant amb un 92,5% acabar la vaga. El 26 de febrer, WGA va anunciar que el contracte havia estat ratificat amb una aprovació del 93,6% entre els membres de WGA. Els guionistes van demanar després una ordre judicial buscant que l'acord fos honrat i implementat.
Els guionistes van estar en vaga durant 14 setmanes i 2 dies (100 dies); la vaga prèvia de 1988, la més llarga en la història del sindicat, va durar 21 setmanes i 6 dies (153 dies), i va suposar a la indústria de l'entreteniment una pèrdua d'aproximadament 500 milions de dòlars en costos d'oportunitat. Segons un informe de la National Public Radio (NPR) presentat el 12 de febrer de 2008, la vaga va costar a l'economia de Los Angeles 1.5 miliards de dòlars, mentre que un informe de l'escola Anderson de la UCLA estimava la pèrdua en 380 milions de dòlars, i l'economista Jack Kyser va xifrar-la en 2.1 miliards.
Un cop acabada la vaga, els autors van aconseguir un èxit limitat: van rebre un nou pagament del percentatge del brut del distribuidor per a la distribució digital, van sortir-ne units, però van perdre en acords a curt termini.

## Temes de la vaga
Cada tres anys el Sindicat de Guionistes dels Estats Units (WGA) negocia un nou contracte, conegut com l'"acord bàsic mínim" (MBA), amb l'Aliança de Productors de Cinema i Televisió (AMPTP), pel qual es contracta els seus membres. Durant les negociacions de 2007, van arribar a un punt mort i els membres del sindicat de guionistes van autoritzar la junta que declarés una vaga, que va ser realitzada el 2 de novembre de 2007; la vaga va començar el següent dilluns 5 de novembre.
Hi va haver diversos temes especialment polèmics quant al contracte. En concret, els guionistes volien un major percentatge dels beneficis de vendes dels DVDs, jurisdicció sindical sobre els escriptors d'animació i de telerealitat, i compensació per vendes de contingut digital (nous mitjans, contingut escrit per a o distribuït a través de tecnologia digital emergent com Internet).

## Efectes en la televisió

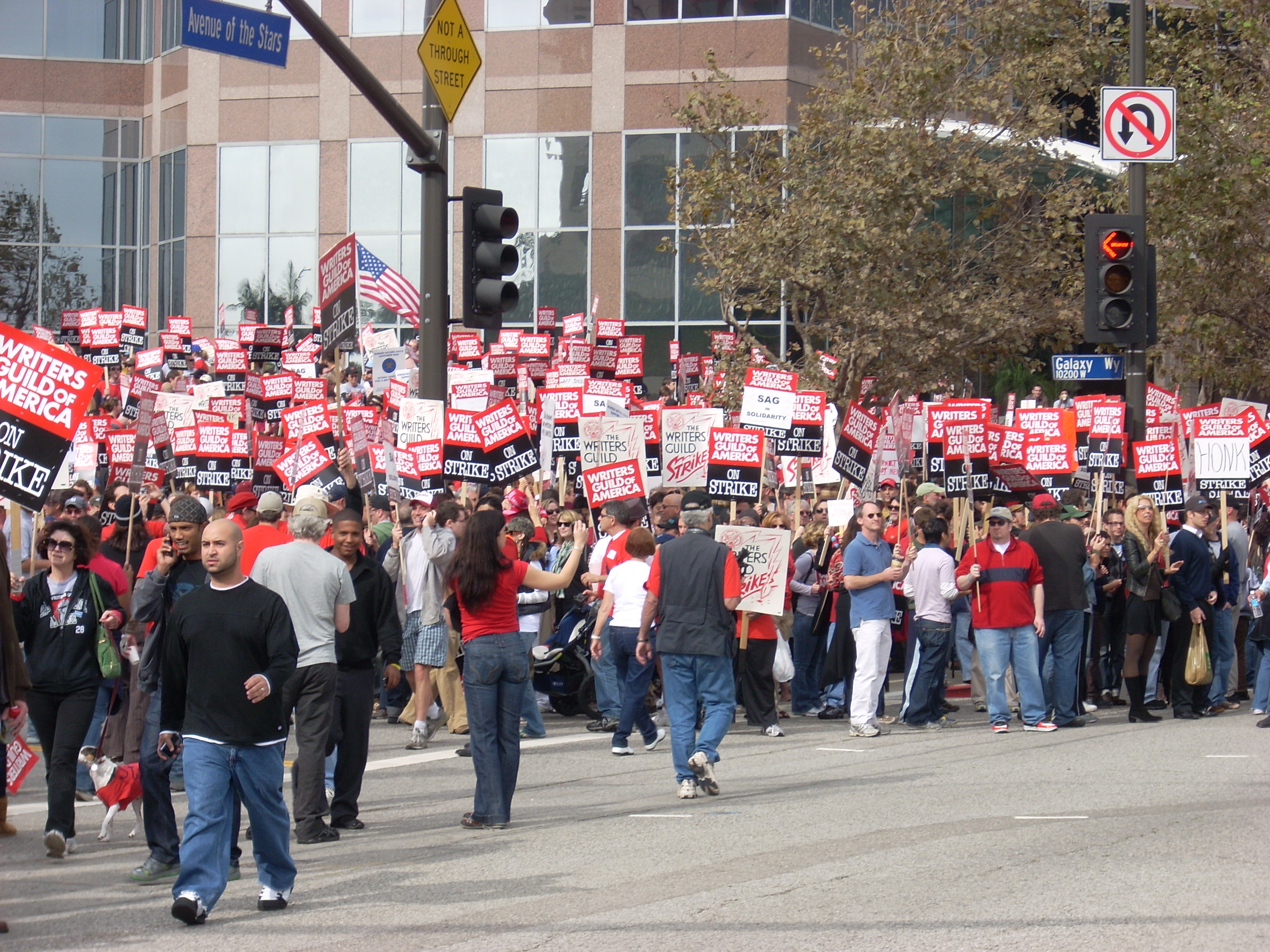
Membres del WGA en plena vaga.

Atès que totes les sèries i programes guionitzats previstos en la temporada televisiva 2007-2008 van aturar la seva producció i van deixar d'emetre's, centenars o milers de treballadors auxiliars van ser acomiadats pels estudis. L'AMPTP estima que els escriptors del WGA i treballadors de la International Alliance of Theatrical Stage Employees (IATSE) van perdre 342,8 milions de dòlars en sous. Dale Alexander, cap de maquinistes de la sèrie de televisió The Office, va escriure a Los Angeles Times, expressant les seves idees sobre la vaga des de la perspectiva d'un empleat de producció.
Alguns programes, especialment els de telerealitat i els que no fan servir guió, van veure's beneficiats pel conficte i van proporcionar nou material a les cadenes, com per exemple Big Brother. Alguns altres no van veure's afectats, bé perquè eren sense guió, bé perquè treballaven amb escriptors no sindicats (cas de South Park) o perquè ja havien acabat el guió (com American Dad!) o la producció (Dexter, Jericho, Kyle XY, Mad Men, Monk, Stargate Atlantis, Vic Mackey o The Wire, entre d'altres) abans que comencés la vaga. Alguns programes fets a Canadà fan servir només o principalment guionistes canadencs i, per tant, no els va afectar la vaga, tampoc; d'altres, com en el cas de General Hospital, van treballar amb guionistes no sindicats; n'hi va haver que no van coincidir amb les dates de la vaga, com és el cas de Weeds, que tenia previst començar a gravar a l'abril de 2008 i que va estrenar-se en antena l'agost d'aquell any sense incidències. La majoria, però, va veure interrumpuda, escurçada, posposada o cancel·lada la seva emissió:
- Programes retrassats o interrumputs: According to Jim, South of Nowhere, Women's Murder Club, Scrubs, The Colbert Report, The Daily Show with Jon Stewart, The Late Late Show with Craig Ferguson, Late Night with Conan O'Brien, Late Show with David Letterman, Real Time with Bill Maher, Saturday Night Live i The Tonight Show with Jay Leno.
- Sèries amb temporades escurçades: 30 Rock, Back to You, Boston Legal, Bones, The Big Bang Theory, Breaking Bad, Brothers & Sisters, Cold Case, Criminal Minds, CSI: Crime Scene Investigation, CSI: Miami, CSI: NY, Desperate Housewives, ER, Family Guy, The Game, Ghost Whisperer, Gossip Girl, Greek, Grey's Anatomy, Heroes, House, How I Met Your Mother, iCarly, King of the Hill, Law & Order, Law & Order: Special Victims Unit, Lost, Medium, NCIS, The New Adventures of Old Christine, Numb3rs, The Office, Reaper, Rules of Engagement, Samantha Who?, Shark, The Simpsons, One Tree Hill, Smallville, Supernatural, 'Til Death, Two and a Half Men, Ugly Betty , Without a Trace, Aliens in America, Dirt, Frank TV, Friday Night Lights, Las Vegas, Lipstick Jungle, Nip/Tuck, Prison Break, The Riches, Terminator: The Sarah Connor Chronicles i The Unit.
- Sèries posposades: 24, Battlestar Galactica, Chuck, Damages, Dirty Sexy Money, Entourage, Hannah Montana, Law & Order: Criminal Intent, Life, Prison Break: Cherry Hill, Private Practice, Pushing Daisies i Rescue Me.
- Sèries cancel·lades: Men in Trees, Big Shots, Bionic Woman, Cavemen, Girlfriends, Journeyman, K-Ville, Life is Wild, The Return of Jezebel James, The Suite Life of Zack & Cody, Welcome to The Captain i Notes From the Underbelly.

Un informe publicat per Nielsen Media Research el 2 d'abril de 2008 va revelar que, durant el transcurs de la vaga, la major part dels telespectadors van passar més temps amb formes d'entreteniment alternatives lluny de les retransmissions televisives, incloses la televisió per cable i els llocs web online. Comparant els mateixos períodes de 2006-2007, les quotes de pantalla en horari de màxima audiència van baixar un 6,8%.

## Premis d'entreteniment

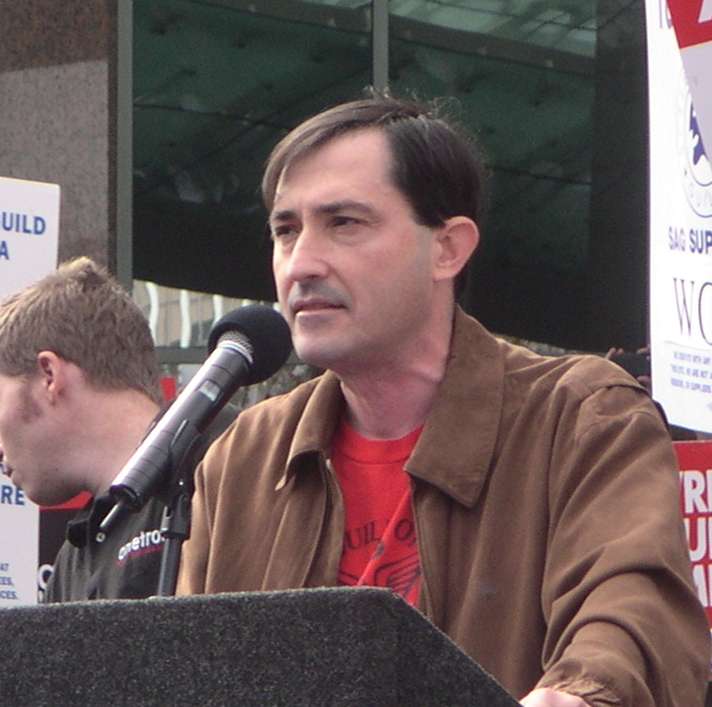
Patric Verrone, president del WGA West i guionista de Futurama, en un míting durant la vaga.

La vaga de guionistes també va crear trastorns per diverses entregues de premis d'entreteniment, previstes per a retransmetre's per televisió; com a resultat, molts premis van ser reduïts o cancel·lats.
Com que el Sindicat d'Actors de Cinema s'havia solidaritzat amb el WGA, l'11 de desembre aquests els van donar una exempció en la que es permetia als guionistes del sindicat de crear material per l'entrega de premis d'aquell any als premis del Sindicat, que va ser retransmesa per TNT i TBS el 27 de gener. Uns dies més tard també en va donar per a l'entrega dels Premis Independent Spirit el 23 de febrer. El 18 de desembre, WGA va anunciar que no donaria exempcions per a les cerimònies dels Globus d'Or i els Oscars; en solidaritat, la SAG també va decidir no donar suport als Globus d'Or. Experts laborals van declarar que aquest moviment era "un atemptat del gremi per fer tornar l'AMPTP a la taula de negociacions".
Els People's Choice Awards, als que també els va denegar l'excempció, van declarar que el format de la cerimònia s'hauria de renovar i passar per la CBS el 8 de gener la cerimònia gravada prèviament en comptes de fer-ho en directe com sempre. Com a resultat dels canvis, la retransmissió va ser seguida per només 6 milions de telespectadors, la xifra més baixa de la història de l'espectacle, i que contrastava clarament amb els 11,3 milions de l'any anterior.
La Hollywood Foreign Press Association (HFPA), que presenta els Globus d'Or, va intentar arribar, sense èxit, a un acord amb WGA per tal d'aconseguir una excempció. Els guionists en vaga llavors van amenaçar d'organitzar un piquet per l'esdeveniment; després d'això, quasi tots els famosos que havien d'assistir-hi van anunciar que abans se saltarien la cerimònia que creuar la línia de piquets. Assumint que es quedarien sense els presentadors i els receptors dels premis, l'HFPA i la NBC es van veure obligades a adoptar una altra estratègia per l'emissió: un cop la NBC va cancel·lar l'exclusivitat per la qual anunciava en el seu noticiari els guanyadors, l'HFPA va prendre control total de l'anunci i va organitzar una conferència de premsa oberta a tots els mitjans; en aquest moment, WGA va assegurar a l'HFPA que no organitzaria piquets per l'esdeveniment. Els índex d'audiència de l'emissió de la NBC es van desplomar i van caure d'un 16 per la cerimònia sencera de 2007 a un 4,7 per la conferència de premsa el 2008.
També van emetre una excempció per als Premis Grammy, que van tenir lloc el 10 de febrer. La vaga va acabar dotze dies abans que tingués lloc l'entrega dels Oscars el 24 de febrer. Molts van culpar la vaga dels baixos índex d'audiència que va tenir el programa, ja que els guionistes van tenir menys temps per a preparar-lo.

## Reaccions
Actors

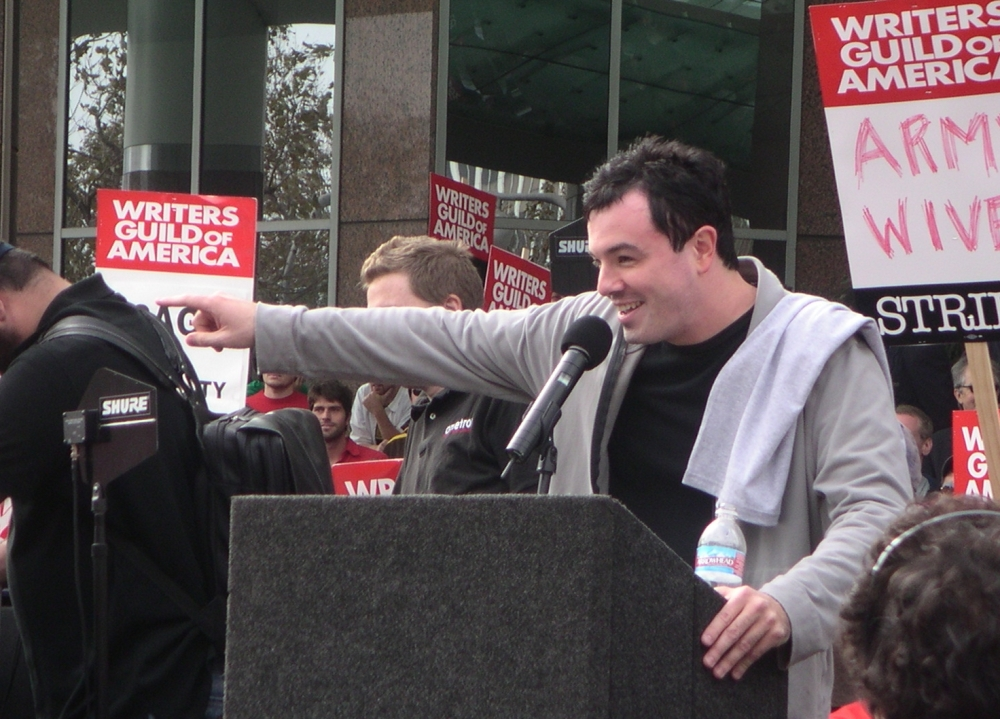
L'actor Seth MacFarlane, creador de Family Guy i American Dad en un parlament del WGA.

Els contractes del Sindicat d'Actors de Cinema i Federació Estatunidenca d'Artistes de Ràdio i Televisió (American Federation of Television and Radio Artists o AFTRA), juntament amb AMPTP, contenen una clàusula de "no vaga", que significa que els treballadors dels sindicats d'actors no poden marxar del set de rodatge per a donar suport a una vaga d'un altre sindicat. De tota manera, molts actors, recolzats pels seus sindicats, van expressar el seu suport i solidaritat cap a la vaga de guionistes; inclús alguns van arribar a manifestar-se amb els guionistes i fins i tot refusar de creuar la línia formada pels piquets del WGA. Molts actors van participar en una sèrie de curts anuncis de servei públic com a part de la campanya "Speechless Without Writers" ("Sense paraules sense els escriptors") presentada per United Hollywood, fundat per un grup de membres del WGA.
Presentadors de talk shows
Ellen DeGeneres va afirmar que donava suport a la vaga. Malgrat va creuar la línia de piquets, va decidir que no faria un monòleg en el seu programa mentre durés la vaga, explicant que no volia acomiadar 135 treballadors del seu equip. Tot i que WGA East va declarar que "no era benvinguda a Nova York", els representants d'ella van afirmar que no tan sols no va violar l'acord de WGA sinó que, a més, havia de complir amb els seus deures de presentadora i productora per tal que el programa no perdés el seu horari o posició per incompliment de contracte. Posteriorment, la AFTRA va revelar que DeGeneres també treballava sota la seva normativa i que aquesta li prohibia fer vaga; WGA East va emetre una resposta assenyalant que també era membre WGA, i que qualsevol treball escrit que fes en el seu programa durant la vaga constituïa un trencament amb la vaga.
Al començament de la vaga es va rumorejar que Jon Stewart seguia pagant els guionistes del seu programa Daily Show de la seva butxaca, encara que després el su representant ho va negar. De tota manera, el nom del programa va canviar temporalment a A Daily Show per tal de mostrar suport a la vaga. La periodista Nikki Finke va anunciar que David Letterman pagaria la totalitat del salari del seu equip de la seva pròpia butxaca, i posteriorment va afirmar que Jay Leno seguira pagant amb els seus diners el sou dels 80 treballadors de The Tonight Show, acomiadats prèviament per la NBC. Conan O'Brien també va prometre pagar els salaris dels seus treballadors que no seguien la vaga.
Polítics

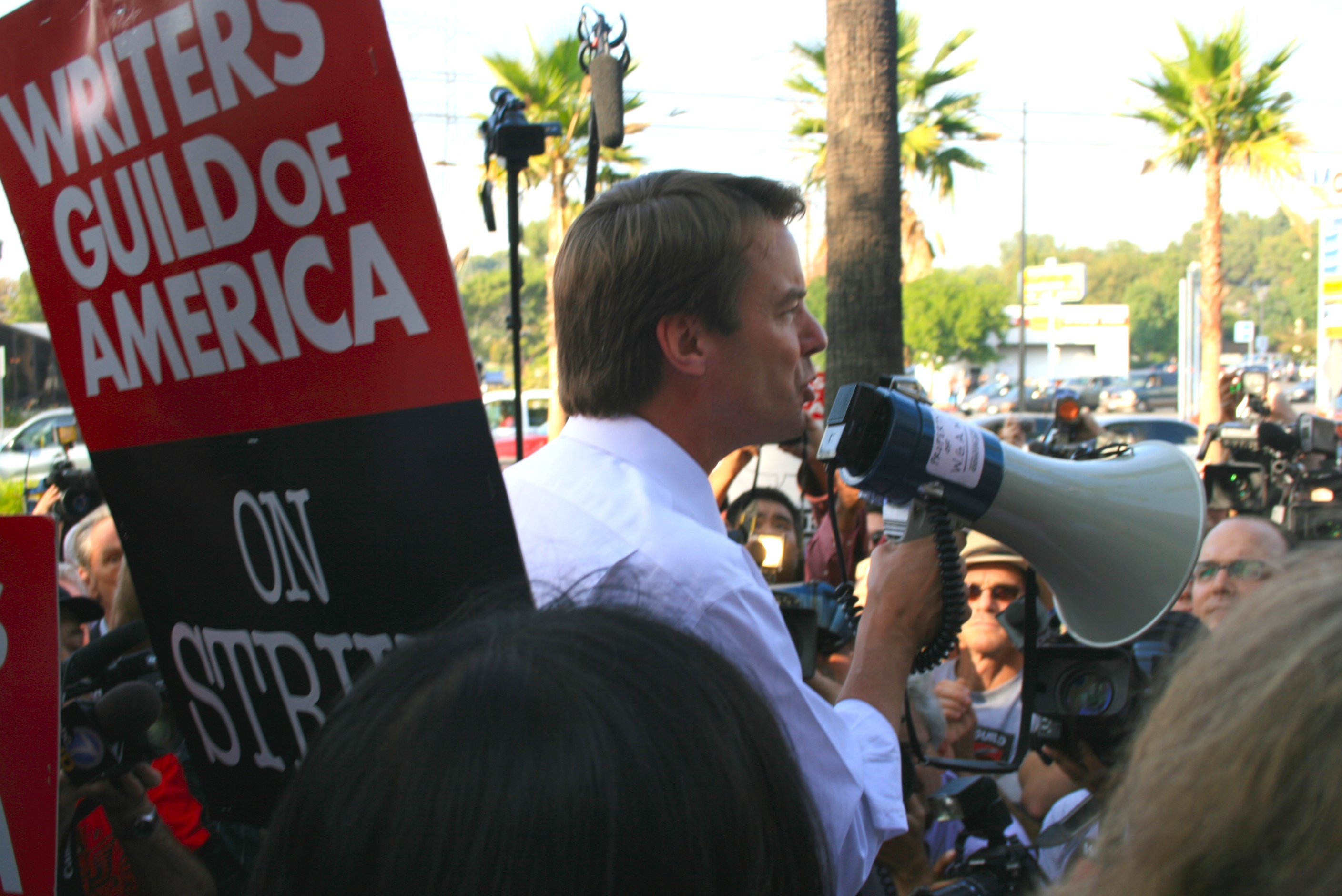
El candidat a President John Edwards en un discurs durant la vaga.

El governador de Califòrnia Arnold Schwarzenegger va negociar amb totes dues bandes dient que ho feia "perquè té un gran impacte econòmic al nostre estat". Els candidats demòcrates a la presidència de 2008, els senadors Barack Obama, Hillary Clinton, John Edwards, i el governador Bill Richardson, van mostrar el seu suport a WGA. Malgrat el candidat republicà Rudy Giuliani va afirmar que "un candidat a un càrrec realment no hauria d'involucrar-se", ell mateix va oferir-se a fer de mediador entre totes dues parts, al·legant la seva experiència com a alcalde de Nova York a l'hora de solucionar complicades disputes laborals.
El líder dels drets civils i antic candidat presidencial Jesse Jackson es va unir als guionistes i va parlar en un míting del WGA el 9 de novembre de 2007; quatre dies després, el Partit Demòcrata del comtat de Los Angeles va aprovar un acord en suport de WGA. L'endemà, Patric Verrone (president de WGA West) i Alan Rosenberg (president del Sindicat d'Actors de Cinema) van anar a Washington DC per a una reunió amb els legisladors i reguladors per parlar de la posició dels sindicats sobre els nous mitjans. El dia 16 d'aquell mes John Edwards va aparèixer personalment a l'entrada dels estudis de la NBC a Burbank (Califòrnia) per a manifestar-se i parlar amb els guionistes. El debat presidencial del Partit Demòcrata, previst per retransmetre's per televisió el 10 de desembre que havia de tenir lloc a Los Angeles finalment es va haver de cancel·lar el 28 de novembre, boicotejat pels mateixos candidats.
El 3 de gener de 2008, quan les negociacions ja feia temps que tenien lloc, el candidat presidencial republicà Mike Huckabee va aparèixer a The Tonight Show, on va afirmar: "Jo dono suport als guionistes, per cert. Inequívocament, per descomptat. Tenen tota la raó en això... No crec que ningú doni suport als productors, en això. Potser els productors donen suport als productors, però crec que tothom en aquest negoci i inclús el públic en general dona suport als guionistes."
Altres
- Diversos guionistes-productors (coneguts com a "hyphenates" o "show-runners") membres de WGA es van trobar que estaven obligats contractualment a seguir amb les seves obligacions de producció i alhora se'ls prohibia escriure durant la vaga; alguns es van solidaritzar amb els manifestants i d'altres inclús es van unir als piquets.[57]

- Com els agents literaris poden perdre el seu negoci si els escriptors als que representen no estan treballant, algunes agències van fer retallades de personal o salarials durant la vaga,[58] mentre que d'altres (de les més grans) van dur cafè i bagels als manifestants.[59]

- Dos destacats directius dels mitjans, que havien emprès negocis relacionats amb Internet, van manifestar el seu desacord amb les tàctiques emprades per WGA: Michael Eisner (antic executiu en cap de Walt Disney Corporation), qui va titllar la vaga d'"estupidesa",[60] i Barry Diller (antic executiu en cap de Paramount i Fox), qui va dir que era "estúpida" i que, a més, va suggerir que WGA hagués hagut d'esperar cinc anys per a veure d'on venien els ingressos de les empreses basades en els nous mitjans.[61]